# Марк Сервилий Фабиан Максим
Марк Сервилий Фабиан Максим (лат. Marcus Servilius Fabianus Maximus) — римский государственный деятель второй половины II века.
О происхождении Максима ничего неизвестно. В 158 году он занимал должность консула-суффекта вместе с Квинтом Яллием Бассом. В 162 году Максим находился на посту наместника Нижней Мёзии, а между 163 и 169 годом был наместником Верхней Мёзии.